# Irpicodon pendulus
Irpicodon pendulus — вид грибів, що належить до монотипового роду  Irpicodon.